# Moritz Georg Weidmann (Verleger, 1658)

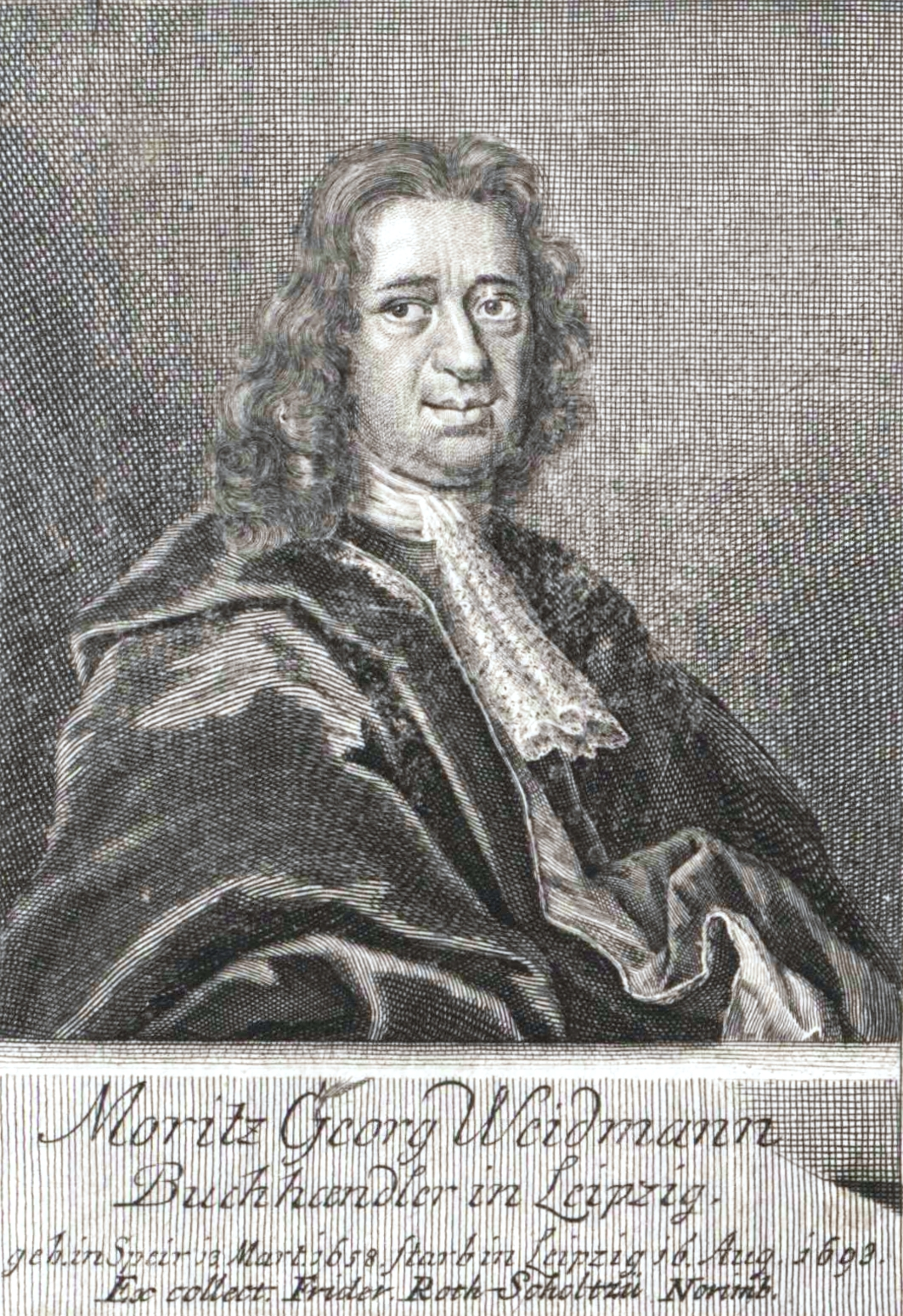
Moritz Georg Weidmann, aus der Sammlung von Friedrich Roth-Scholtz in Nürnberg

Moritz Georg Weidmann (* 13. März 1658 in Speyer; † 18. August 1693 in Leipzig) war ein Verleger und Buchhändler und Gründer der Weidmannschen Buchhandlung.

## Leben
Weidmann machte eine Buchhandelslehre in Frankfurt am Main, bevor er nach Leipzig zog, wo er – die Daten legen das nahe – die Witwe des Buchhändlers Ritter heiratete und damit seinen Fuß in das Geschäft der wichtigsten Buchhandelsstadt Deutschlands bekam. Etwa im Jahre 1680 brachte er die Firma unter seinen eigenen Namen, sie behielt diesen bis zu seinem Tod 1693. Im November 1694 heiratete seine Witwe, Maria Sacerin, Johann Ludwig Gleditsch, der das Geschäft für seinen gleichnamigen Sohn Moritz Georg Weidmann fortführte.
Weidmanns Geschäftsinteresse galt wissenschaftlichen Publikationen, insbesondere der klassischen Philologie. In die Phase seiner Geschäftsführung fielen die Auseinandersetzungen mit der Zensur, die bei ihm verlegte Schriften von Christian Thomasius hervorriefen.
Die Weidmannsche Buchhandlung besteht heute mit dem Georg Olms Verlag fort.